# UFC 234
UFC 234: Adesanya vs. Silva foi um evento de MMA produzido pelo Ultimate Fighting Championship no dia 9 de fevereiro de 2019, no Rod Laver Arena, em Melbourne, na Austrália.

## Antecedentes
A disputa de cinturão dos médios entre o atual campeão Robert Whittaker e Kelvin Gastelum seria a luta principal do evento. Porém, Whittaker saiu do combate faltando poucas horas para o evento começar após o aparecimento de uma hérnia e ter que realizar uma cirurgia de emergência. Como resultado da mudança de última hora, a luta co-principal de três rounds entre Israel Adesanya e Anderson Silva foi elevado a luta principal da noite.
Ryan Spann enfrentaria Jimmy Crute. Entretanto, no dia 25 de janeiro, foi noticiado que Spann saiu do combate devido a uma lesão na mão e foi substituído por Sam Alvey.
Alex Gorgees iria enfrentar Jalin Turner, mas no dia 27 de janeiro saiu do combate por razões desconhecidas e substituído por Callan Potter.

## Bônus da Noite
Os lutadores receberam US$50.000 de bônus:
- Luta da Noite:  Israel Adesanya vs.  Anderson Silva
- Performance da Noite:  Montana De La Rosa e  Devonte Smith